# 아이 스틸 빌리브
《아이 스틸 빌리브》(영어: I Still Believe)는 미국에서 제작된 2020년 기독교 로맨틱 드라마 영화이다. 형제 사이인 앤드루 어윈과 존 어윈이 감독을 맡고, KJ 아파, 브릿 로버트슨 등이 출연하였다.

## 출연
- KJ 아파
- 브릿 로버트슨
- 게리 시니스
- 셔나이아 트웨인
- 멀리사 록스버그
- 네이선 파슨스
- 애비게일 카우언